# Helvi Sipilä

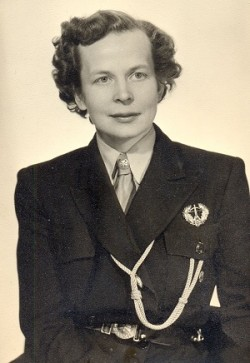
Helvi Sipilä in den 1950er Jahren bei der Finnish Scout Girls 'Association.

Helvi Linnea Alexandra Sipilä, geborene Maukola (* 5. Mai 1915 in Helsinki, Großfürstentum Finnland; † 15. Mai 2009 in Helsinki, Finnland), war eine finnische Diplomatin, Anwältin, Politikerin und Frauenrechtlerin. Sie wurde 1972 die erste weibliche stellvertretende Generalsekretärin der Vereinten Nationen. Zum Zeitpunkt ihrer Ernennung waren 97 Prozent der Führungspositionen der Vereinten Nationen von Männern besetzt.
Sie hatte unter anderem Führungspositionen in der World Association of Girl Guides and Girl Scouts, der International Federation of Women Lawyers, Zonta International und dem Internationalen Frauenrat inne.

## Karriere als Juristin
Helvi Sipilä studierte bis 1939 Rechtswissenschaft an der Universität Helsinki. Die Abwesenheit vieler Männer während des Zweiten Weltkriegs erleichterte ihr den Einstieg in eine männerdominierte Domäne. Sie war kurze Zeit als Staatssekretärin im finnischen Ministerium für Versorgung tätig. Ab 1943 arbeitete sie als Anwältin für Frauenrechte in ihrer eigenen Kanzlei, die sie 30 Jahre lang leitete. Zu dieser Zeit war sie erst die zweite praktizierende Anwältin Finnlands. Bis 1951 war sie regelmäßig als Richterin am Obersten Gericht und am Obersten Verwaltungsgericht Finnlands tätig. In den 1950er Jahren arbeitete sie in verschiedenen Regierungskommissionen an Fragen zu Mutterschutz, Kinderschutz und Entwicklungshilfe. Von 1954 bis 1958 war sie außerdem Präsidentin der International Federation of Women Lawyers (deutsch: internationale Föderation weiblicher Rechtsanwälte).

## Karriere bei den Vereinten Nationen
Helvi Sipilä vertrat Finnland von 1960 bis 1972 in verschiedenen Kapazitäten bei der UN, unter anderem in der Kommission zur Rechtsstellung der Frau, die sie ab 1967 leitete. Seit 1966 war sie Mitglied der finnischen Delegation bei der Generalversammlung der Vereinten Nationen.
Sie wurde 1972 auf Wunsch des Generalsekretärs U Thant zur Assistant Secretary-General der Vereinten Nationen (deutsch: stellvertretende Generalsekretärin). Diese Position ist nach der des Generalsekretärs und dem Vizegeneralsekretär die dritthöchste innerhalb der Organisation. Dort leitete sie die Abteilung des Wirtschafts- und Sozialrats der Vereinten Nationen (ECOSOC), die sich mit sozialer Entwicklung und humanitären Angelegenheiten befasste, die heutige Hauptabteilung Wirtschaftliche und Soziale Angelegenheiten der Vereinten Nationen (UN DESA). Sie organisierte und leitete die erste UN-Weltfrauenkonferenz, die 1975 in Mexiko-Stadt abgehalten wurde. Auf ihre dortige Initiative wurde im Folgejahr der Entwicklungsfonds der Vereinten Nationen für Frauen (UNIFEM) gegründet. Sipilä trug maßgeblich dazu bei, dass die Resolution der Generalversammlung der Vereinten Nationen Ende 1975 die UN-Dekade für Frauen ausrief. Sie verließ die Vereinten Nationen nach dem Ende ihres Mandats 1980.

## Sonstiges Engagement
Von 1965 bis 1972 saß sie dem neu gegründeten finnischen Flüchtlingsrat vor. Dazu fungierte sie von 1968 bis 1970 als Präsidentin von Zonta International. 1970 wurde sie Vizepräsidentin des Internationalen Frauenrates.
Bei den Präsidentschaftswahlen 1982 wurde sie die erste weibliche Kandidatin für das Amt des finnischen Präsidenten. Sie kandidierte für die Liberale Volkspartei (heute Die Liberalen) und erreichte 1,8 Prozent der Stimmen.

## Persönliches
Helvi Sipilä war das einzige Kind zweier Bauern. Sie wuchs auf dem Land auf und ging in Lahti zur Schule. 1939 heiratete sie Sauli Sipilä (1914–2001), der zusammen mit ihr Jura studierte. Sie hatten drei Söhne und eine Tochter: Kari, Ikka, Jorma und Kirsti.

## Auszeichnungen
Helvi Sipilä erhielt zahlreiche Auszeichnungen, darunter zwölf Ehrendoktortitel. Am 23. Mai 2001 wurde ihr von der finnischen Präsidentin der Ehrentitel des „Ministers“ (finnisch: Ministeri) verliehen. Im selben Jahr erhielt Sipilä von der International Bar Association den ersten IBA Outstanding Woman Lawyer Award, ein Preis für herausragende, international tätige Juristinnen. Seit 2006 organisiert die UN-Kommission zur Rechtsstellung der Frau jährliche Seminare in ihrem Namen.